# Заводская, Ирина Сергеевна
Ирина Сергеевна Заводская (1924—2006) — советский учёный-фармаколог, доктор медицинских наук (1957), член-корреспондент АМН СССР (1975).

## Биография
Родилась 25 марта 1924 года в Ленинграде.
В 1948 году окончила Второй Ленинградский медицинский институт.
С 1948 по 1951 годы работала старшим лаборантом, с 1951 по 1963 годы — младший научный сотрудник, научный сотрудник и старший научный сотрудник, с 1963 года — заведующий лабораторией экспериментальной фармакологии Института экспериментальной медицины АМН СССР.
В 1957 году защитила докторскую диссертацию на тему: «экспериментальная дистрофия стенки желудка и ее фармакотерапия». В 1975 году избрана — член-корреспондентом Академии медицинских наук СССР.
На 2000 год И. С. Заводская была главным научным сотрудником Института экспериментальной медицины РАМН.
Основные научные исследования И. С. Заводской были посвящены фармакологии нейрогенных дистрофий внутренних органов, вызываемых чрезвычайным раздражением (стрессом). И. С. Заводской совместно с сотрудниками обнаружено снижение содержания норадреналина при нейрогенных поражениях внутренних органов, что в 1971 году Комитетом по изобретениям и открытиям при Совете Министров СССР было зарегистрировано как открытие. Применяя нейротропный фармакологические агенты, избирательно действующие на различные звенья рефлекторных дуг, И. С. Заводская доказала, что рефлексы, возникающие при нанесении на рефлексогенные зоны чрезвычайного раздражения, замыкаются в гипоталамической области и через эфферентные симпатические волокна вызывают нарушения тканевого метаболизма, в первую очередь энергетического обмена, а также функции органов.

## Награды
- Орден Почёта (2000)